# Enzo Dara
Enzo Dara (* 13. Oktober 1938 in Mantua; † 25. August 2017 ebenda) war ein italienischer Opernsänger (Bass) und Opernregisseur.

## Leben

### Ausbildung und Anfänge
Dara war zunächst als Journalist tätig. Gesang studierte er in seiner Geburts- und Heimatstadt Mantua bei Bruno Sutti. Sein Bühnendebüt als Opernsänger gab er 1960 am Stadttheater von Fano in der Provinz Pesaro als Philosoph Colline in La Bohème; dort sang er auch erstmals den Bartolo in Rossinis Der Barbier von Sevilla. Nach seinem Militärdienst nahm er seine Sängerkarriere wieder auf und sang zunächst an italienischen Provinzbühnen. 1966 trat er am Theater von Reggio Emilia als Dulcamara in Donizettis Der Liebestrank auf. 1967 sang er dort ebenfalls den Bartolo und verlegte seine Karriere dann insbesondere auf das Buffo-Fach. 1969 sang er beim Spoleto Festival die Rolle des Mustafà in Rossinis Die Italienerin in Algier.

### Karriere
Anfang der 1970er Jahre begann Daras Karriere an den großen italienischen Opernhäusern. 1970 debütierte er mit der Rolle des Bartolo an der Mailänder Scala. 1976 gastierte er mit dem Ensemble der Mailänder Scala am Royal Opera House Covent Garden in London als Dandini in La Cenerentola. In Italien gastierte Dara in den folgenden Jahren u. a. am Opernhaus von Rom, am Teatro La Fenice in Venedig, in Palermo, Parma, Neapel, Bologna und Genua. Internationale Gastspiele gab er in Deutschland, Frankreich, in Brüssel, Zagreb und am Bolschoi-Theater in Moskau.
Im Oktober 1981 gab er als Dandini sein Debüt an der Wiener Staatsoper; bis 1990 trat er dort in über 50 Vorstellungen auf, u. a. auch als Bartolo und als „urkomischer“ Taddeo in Die Italienerin in Algier. 1982 debütierte er als Bartolo an der Metropolitan Opera in New York City; dort sang er 1991 auch den Dulcamara, in der Saison 1993/94 dann auch den Bartolo.
1984 übernahm er beim Rossini Opera Festival in Pesaro die Rolle des musikliebenden deutschen Barons di Trombonok in der Uraufführung der viele Jahre verschollenen Oper Il viaggio a Reims unter der musikalischen Leitung von Claudio Abbado. Auch in den folgenden Jahren sang er beim Rossini Festival: 1986 den Geronio in Il turco in Italia, „wo ihm die Aufgabe, die Komödie auf Trab zu bringen, zugefallen war,“  1988 den Vormund Gaudenzio in Il signor Bruschino, 1991 den englischen Kaufmann Tobias Mill in La cambiale di matrimonio, wo er sich in seiner Rolle, „prächtig gesungen und gespielt“ als „Erzkomödiant“ zeigte, und schließlich im August 1992 noch einmal als Barone di Trombonok, „wo er in seiner Komik am besten war“, in der Ensemble-Oper Il viaggio a Reims.
Im September 1985 sang Dara den „Barone di Trombonok“ auch in einer Aufführungsserie an der Mailänder Scala. Diese Rolle sang er in den Jahren 1988/89 in insgesamt 15 Vorstellungen auch an der Wiener Staatsoper. Im Oktober 1992 sang er den Baron von Trombonok auch in mehreren halbszenischen Il viag gio a Reims-Aufführungen in der Berliner Philharmonie (Berliner Philharmoniker, Dirigent: Claudio Abbado) und erwies sich i n seiner Rolle erneut als „italienischer Buffo-Bariton par excellence“. Im Februar/März 1992 sang er den Barone di Trombonok auch bei vier Viaggio-Aufführungen am Teatro Comunale von Ferrara, wo er „stimmlich und darstellerisch wieder mächtig aufstrumpfte“.
In den 1980er und 1990er Jahren setzte Dara seine anhaltende nationale und internationale Karriere fort. Er sang erneut an der Covent Garden Opera. In der Spielzeit 1984/85 sang er dort den Doktor Bartolo in einer-Neuinszenierung des Il barbiere di Siviglia und „zeigte, daß die italienische Buffo-Tradition sehr lebendig und bei ihm in guten Händen ist.“  1987 war er dort als Dulcamara zu hören. 
In der Spielzeit 1990/91 gastierte er an der Bayerischen Staatsoper München als Taddeo in L’italiana in Algeri, wo er als „Vollblutschauspieler und Rossini-Spezialist zu bewundern war“, der für seine Rolle eine „blendende Musikalität und viel Sinne für trockene Komik“ mitbrachte. In der Spielzeit 1993/94 war er als Don Magnifico in La Cenerentola beim Münchner Debüt von Cecilia Bartoli zu hören.
1986 sang er am Teatro Comunale di Bologna den Macrobio in La pietra del paragone. Er gastierte in den folgenden Jahren außerdem am Teatro La Fenice in Venedig (1990; Titelrolle in Don Pasquale), am Teatro Zarzuela in Madrid (1990; als Selim in Il turco in Italia), am Teatro Regio in Turin (1991; als „praller“ Bartolo in Il barbiere di Siviglia), am Opernhaus von Monte Carlo (Spielzeit 1992/93, in „bester Buffo-Manier“ als Taddeo in L’italiana in Algeri), am Teatro Donizetti in Bergamo (1993), am Opernhaus von Houston/Texas (1995; als Don Magnifico), am Teatro Regio in Parma (1996; als Simone in I quattro rusteghi), am Grand Théâtre de Genève (1997; als Don Magnifico) und an der Hamburgischen Staatsoper (1998; ebenfalls als Don Magnifico).
Im Jahre 2000 trat er in Rom, anlässlich der 100-Jahr-Feier der Uraufführung der Oper Tosca, in der Rolle des Mesners auf. Außerdem gastierte er 2000 am Teatro Colón in Buenos Aires (als Geronio in Il turco in Italia) und erneut an der Bayerischen Staatsoper (als Don Magnifico). 2001 kehrte Dara, anlässlich seines 40-jährigen Bühnenjubiläums, noch einmal auf die Bühne der Mailänder Scala zurück, wo er in drei Gala-Aufführungen den Don Magnifico sang. Mit dieser Rolle gastierte er 2001 auch an der Griechischen Nationaloper in Athen, wo er gleichzeitig auch Regie führte. Ab Ende 2001 zog sich Dara dann sukzessive als Sänger von der Opernbühne zurück. Im März 2003 sang er am Gran Teatre del Liceu in Barcelona noch einmal „mit überreifer Stimme, aber großer Spielfreude und reicher buffonesker Lautmalerei“ den Barone di Trombonok in Il viaggio a Reims, wo er altersbedingte stimmliche Defizite „mit seinem noch subtileren Spiel und seiner immensen Erfahrung kompensierte“.
Seit Anfang der 1990er Jahre war Dara immer wieder auch als Opernregisseur hervorgetreten. Seine erste Inszenierung war Rossinis Barbier im Jahre 1990 in Venedig. Er inszenierte u. a. regelmäßig in Bergamo und in Venedig. In der Spielzeit 1992/93 inszenierte er am Teatro Comunale di Bologna den Cimarosa-Einakter Amor rende sagace (dt. Titel: Die Liebe macht weise) und sang gleichzeitig „mit seiner üblichen bewundernswerten Bravour“ den abgelehnten ältlichen Liebhaber Ambrogio. Als Opernregisseur war er bis 2015 aktiv; seine letzte Bühnenarbeit war eine traditionelle Inszenierung von Rossinis La cambiale di matrimonio (Premiere: September 2015) am Teatro La Fenice.

### Rollen und Interpretation
Dara sang im Verlauf seiner Karriere schwerpunktmäßig die klassischen Bassbuffo-Partien des italienischen Belcanto-Repertoires, insbesondere in den Werken von Gioacchino Rossini und Gaetano Donizetti, aber auch in Opern von Pergolesi, Cimarosa, Galuppi, Paisiello und Salieri. Bartolo, Don Magnifico, der Barone di Trombonok und der Don Pasquale gehörten zu seinen besonderen Glanzpartien. Die Rolle des Bartolo sang er während seiner Bühnenlaufbahn in über 400 Vorstellungen, davon allein in 41 Vorstellungen an der Metropolitan Opera in New York.
Dara galt einer der „wichtigsten und talentiertesten“ Bassisten Italiens. Er besaß ein großes temperamentvolles und darstellerisches Talent. Charaktere zeichnete er mit „jovialen und ausdrucksvollen“ Gesicht; er vermied dabei jedoch stets die komische Übertreibung und machte aus den von ihm dargestellten Figuren niemals „Knallchargen“. Der Dirigent und Rossini-Spezialist Alberto Zedda bezeichnete Dara als den „begnadetsten Komödianten auf der modernen Bühne.“

### Privates
Dara starb im Alter von 78 Jahren in seiner Geburts- und Heimatstadt Mantua nach langer Krankheit. Er wurde im engsten Familienkreis unter Ausschluss der Öffentlichkeit beigesetzt.

## Tondokumente
Enzo Daras Stimme ist auf zahlreichen Tonträgern und in Video-Mitschnitten dokumentiert. Zu seinen Schallplattengesamtaufnahmen gehören u. a.:
- Der Barbier von Sevilla (1971; erschienen bei Deutsche Grammophon, Dirigent: Claudio Abbado, als Bartolo, mit Hermann Prey, Teresa Berganza, Luigi Alva)
- Die Italienerin in Algier (1979; erschienen bei Acanta, Dirigent: Gary Bertini, als Taddeo)
- Il turco in Italia (1981; erschienen bei CBS, Dirigent: Riccardo Chailly, als Don Geronio, mit Samuel Ramey, Montserrat Caballé, Ernesto Palacio)
- Der Barbier von Sevilla (1982; erschienen bei CBS, Dirigent: Riccardo Chailly, wieder als Bartolo, mit Leo Nucci, Marilyn Horne)
- L’Arcadia in Brenta von Baldassare Galuppi (1982; erschienen bei Fonit Cetra; als Fabrizio),
- La buona figliola von Niccolò Piccinni (1982; erschienen bei Fonit Cetra; als Tagliaferro)
- Die Italienerin in Algier (1987; erschienen bei Deutsche Grammophon, Dirigent: Claudio Abbado, erneut als Taddeo)
- Der Liebestrank (1989; erschienen bei Deutsche Grammophon, Dirigent: James Levine, als Dulcamara, mit Agnes Baltsa, Ruggero Raimondi, Frank Lopardo)
- La Cenerentola (1992; erschienen bei Decca, Dirigent: Riccardo Chailly, als Don Magnifico, mit Cecilia Bartoli)